# Uliastaj
Uliastaj (in mongolo Улиастай) è una città della Mongolia, capoluogo della provincia del Zavhan, si trova geograficamente nel distretto di Aldarhaan, ma ha una distinta amministrazione. Aveva, al censimento del 2000, una popolazione di 24.276 abitanti, ma ha subìto un decremento demografico e le stime per il 2006 erano di 16.240 abitanti. Si trova a 1.115 km dalla capitale Ulan Bator.

## Storia
Agli inizi del XX secolo, la città è stata un importante centro carovaniero sulla rotta che collegava Urga (ora Ulan Bator) a est, Hovd ad ovest, Barkol ed altri punti del Turkestan orientale (ora Xinjiang) a sud-ovest, e Hohhot a sud-est. Durante il dominio sulla Mongolia esterna (l'attuale Mongolia) della dinastia Manciù, è stata la sede del Governatore generale della Mongolia esterna.